# Plaza Resort Bonaire
El Plaza Resort Bonaire es la mayor estación de buceo en la isla de las Antillas Menores de Bonaire, situado en el bulevar 80 Julio A. Abraham, al sur de Kralendijk, justo al norte del Aeropuerto Internacional Flamingo (a cerca de 0,80 km de distancia).  Es operado por la familia de hoteleros Van der Verk y también es conocida como la Plaza Resort Van der Verk. Según informes, los buzos estadounidenses lo han elegido como uno de los 10 mejores resorts de buceo en el mundo.  El complejo,  presume  ser de cinco estrellas, aunque esto es discutido por varias publicaciones independientes, está situado en una península, en la boca de una laguna artificial con aguas azul turquesa. El Plaza Resort Bonaire abarca 5 hectáreas (12 acres) y más de 300.000 plantas y árboles tropicales.